# 1000 Years (Pantheist-Demo)
1000 Years ist das erste offizielle Demoband der belgischen Funeral-Doom-Band Pantheist.

## Geschichte
Nachdem Kostas Panagiotou Pantheist im Jahr 2000 als Dark-Ambient-Projekt gegründet hatte, änderte sich die Ausrichtung der Band nach dem Einstieg des Gitarristen Nicolas Tambuyser zu einem sakrale anmutenden Funeral Doom. Als Impulsgeber für den stilistischen Wandel benannte Panagiotou die Musik der Gruppe Skepticism. Nach unveröffentlichten nur wenigen zugänglich gemachten Demo-Aufnahmen wurde mit 1000 Years das erste offizielle Demo herausgegeben. Zur Aufnahme kooperierten die Musiker mit Stijn van Cauter von Until Death Overtakes Me, in dessen Studio Templa Libitina das Demo eingespielt wurde. Als Bassist brachte sich Lawrence van Haecke von Solicide ein, der sein Debüt ebenfalls in Kooperation mit van Cauter aufnahm und sich später mit van Cauter und Panagiotou zu Wijlen Wij zusammenschloss.

## Albuminformationen
1000 Years ist das erste Demo der Band das offiziell in den Umlauf kam. Das im Dezember 2001, nach den Aufnahmen verschickte Demo enthält sechs separate Stücke, die eine Gesamtspielzeit von 33:00 Minuten haben. Es wurden 111 Exemplare produziert. Die Stücke Time und Envy Us wurden für das Debütalbum O Solitude überarbeitet und erneut aufgenommen, das Stück Lust für das Album Amartia. Die originalen Demo-Aufnahmen wurden in einer remasterten Version als Teil der EP The Pains of Sleep im Jahr 2005 erneut veröffentlicht.

### Stil
Auf 1000 Years zeigt sich Pantheist als eigenständige Band des Funeral Doom, die sich von Vergleichsgrößen bereits wie Skepticism oder Dolorian abhob. Während die Musik das gleiche Fundament besitzt. Der stereotype langsame und massiv verzerrte Doom Metal mit gutturalem Growling geht einher „mit süßen, aber nihilistisch klingenden“ Klavierpassagen und einem „blutrünstigen“ Orgelspiel. Der Gesang wird um gesprochene und in den Hintergrund gemischte weinende Passagen ergänzt.

### Titelliste
1. 1000 Years (Intro): 2:35
2. Time: 7:24
3. Lust: 4.57
4. Envy Us: 7:56
5. Liefde voor niemand: 4:05
6. 1000 Years: 6:03

## Wahrnehmung
Das Demo wurde laut Band im Underground enorm gut angenommen. Für Doom-Metal.com schrieb Aldo Quispel, dass es sich um „ein großartiges Demo“ handele, das Fans von Skepticism, Shape of Despair und anderen Funeral-Doom-Bands deutlich zusagen sollte. Das Magazin Metal Hammer führte das Demo als eine der wichtigsten Veröffentlichungen des Genres. Rückblickend, hieß es in einer Band-Darstellung des Webzines Vampster so auch, dass die „hervorragenden Kritiken […] zu einem Deal mit dem Finnischen Label Firebox Records“ geführt haben.

„Sie machen der Bezeichnung Funeral Doom alle Ehre. Ich kann mir tatsächlich vorstellen, dass diese Musik bei einer echten Beerdigung gut funktionieren könnte um die Gefühle von Verlust und Angst der Trauernden zu bessern.“